# Predictive User Experience
Predictive User Experience bezeichnet einen Ansatz in der Automobilindustrie, bei dem sich das Fahrzeug des Fahrers und der Umweltbegebenheiten „bewusst“ wird. 
Beispielsweise sollen so Fahrereinstellungen wie Sitzhöhe, Spiegeleinstellungen oder Musikvorlieben automatisch bei verschiedenen Autos innerhalb einer Modellreihe (z. B. bei der Nutzung eines Mietwagens) übernommen werden können, ohne dass der Fahrer sie jedes Mal neu einstellen muss.
Das System soll proaktiv anhand von Gewohnheitsverhalten zukunftsfokussiert nächste Bedienschritte vorhersehen und erleichtern können. Weiterhin könnten Messungen von Biosensoren, die signalisieren, ob jemand ausgeruht, müde oder gestresst ist, berücksichtigt werden.